# Arumuganeri
Arumuganeri es una ciudad y nagar Panchayat situada en el distrito de Thoothukudi en el estado de Tamil Nadu (India). Su población es de 27266  habitantes (2011). Se encuentra a 30 km de Thoothukudi y a 52 km de Tirunelveli.

## Demografía
Según el censo de 2011 la población de Arumuganeri era de 27266 habitantes, de los cuales 13368 eran hombres y 13898 eran mujeres. Arumuganeri tiene una tasa media de alfabetización del 91,42%, superior a la media estatal del 80,09%: la alfabetización masculina es del 94,28%, y la alfabetización femenina del 88,68%.